# Spatholirion elegans
Spatholirion elegans är en himmelsblomsväxtart som först beskrevs av Cherfils, och fick sitt nu gällande namn av Cheng Yih Wu. Spatholirion elegans ingår i släktet Spatholirion och familjen himmelsblomsväxter. Inga underarter finns listade.